# Diller (Nebraska)
Diller és una població dels Estats Units a l'estat de Nebraska. Segons el cens del 2000 tenia 287 habitants.

## Demografia
Segons el cens del 2000, Diller tenia 287 habitants, 118 habitatges, i 84 famílies. La densitat de població era de 263,8 habitants per km².
Dels 118 habitatges en un 40,7% hi vivien nens de menys de 18 anys, en un 66,9% hi vivien parelles casades, en un 3,4% dones solteres, i en un 28% no eren unitats familiars. En el 27,1% dels habitatges hi vivien persones soles el 12,7% de les quals corresponia a persones de 65 anys o més que vivien soles. El nombre mitjà de persones vivint en cada habitatge era de 2,43 i el nombre mitjà de persones que vivien en cada família era de 2,96.
Per edats la població es repartia de la següent manera: un 25,4% tenia menys de 18 anys, un 8,4% entre 18 i 24, un 31% entre 25 i 44, un 21,6% de 45 a 60 i un 13,6% 65 anys o més.
L'edat mediana era de 37 anys. Per cada 100 dones de 18 o més anys hi havia 103,8 homes.
La renda mediana per habitatge era de 37.813 $ i la renda mediana per família de 46.071 $. Els homes tenien una renda mediana de 26.591 $ mentre que les dones 17.083 $. La renda per capita de la població era de 20.759 $. Cap de les famílies i l'1,8% de la població estaven per davall del llindar de pobresa.

## Poblacions més properes
El següent diagrama mostra les poblacions més properes.